# Подберёзово (Новосильский район)
Подберёзово — деревня в составе Прудовского сельского поселения Новосильского района Орловской области России. До 1925 года входила в состав Новосильского уезда Тульской губернии.

## Описание
Располагается на равнинной местности в 2 км от автодороги Новосиль — Мценск, в 5 км от сельского административного центра и в 11 км (по автодороге) — от районного.
Первое название «Сергиевское» получено предположительно от личного имени Сергей или фамилии Сергеев — возможно владельца поселения. Упоминается на карте ПГМ (Планы дач генерального межевания) 1770—1780 гг. как сельцо, то есть поселение с помещичьим домом или небольшой часовней (возможно во имя Сергия Радонежского). В другом названии «Подберёзово» приставка Под- указывает на поселение, находящееся около другого (под другим селением) с названием «Берёзово» (или «Берёзы»), которое в свою очередь получено по географическому признаку — расположению местности вблизи берёзового леса. «Подберёзово» именовалось в просторечии, но сохранило своё название до нынешнего времени. 
Упоминается в 7-й ревизской сказке за 1816 год как деревня Сергиевка полковника князя Сергея Николаевича Голицына. Деревня относилась к церковному приходу Дмитриевской церкви села Вяжи (по данным на 1857 год), позднее стала относиться к  приходу Николаевской церкви села Пруды. В «Списках населённых мест» за 1859 год сказано, что деревня владельческая (населённая крепостными крестьянами) при колодце и пруде, в которой насчитывалось 27 крестьянских дворов. В 1915 году имелось 63 крестьянских двора.
В 1926 году в деревне насчитывалось 99 крестьянских хозяйств, имелась школа 1-й ступени. В 1930-х годах в Подберёзово был образован колхоз имени Ленина. В послевоенные годы, после укрупнения хозяйств, деревня вошла в состав объединённого колхоза «Заря Коммунизма» с центральной усадьбой в деревне Большие Пруды.

## Население
| Годы      | 1857 | 1859′ | 1915 | 1926 | 2000 | 2010 |
| --------- | ---- | ----- | ---- | ---- | ---- | ---- |
| Население | 419  | 315   | 513  | 670  | 98   | ↘48  |

′ ) уменьшение численности связано возможно с переселением или продажей крепостных крестьян